# Provincetown International Film Festival
Il Provincetown Internation Film Festival (PIFF) è un annuale festival cinematografico che si svolge a Provincetown, Massachusetts, nel mese di giugno. È stato fondato dall'associazione no-profit Provincetown Film Society (PFS), in occasione del centenario della città nata come colonia portoghese di pescatori. La rassegna rende omaggio alla vena cosmopolita di Provincetown e favorisce il suo sviluppo economico. Il programma del festival include la presentazione di oltre 50 film fra lungometraggi, cortometraggi e documentari provenienti da ogni parte del mondo. I riconoscimenti più prestigiosi sono il Filmmaker on the Edge, dedicato al migliore regista dell'anno e l'Excellence in Acting (dal 2002), che premia l'attore più talentuoso.

## Premi
- Filmmaker on the Edge – Regista dell'anno
- Excellence in Acting – Attore dell'anno
- Career Achievement – Premio alla carriera
- Faith Hubley Career Achievement – Premio alla carriera di un'artista che ha influenzato il cinema mondiale
- The John Schlesinger Award – Regista esordiente
- Tangerine Entertainment Juice Award – Migliore regista femminile
- HBO Audience Awards  – Premi ai film indipendenti (miglior film; miglior cortometraggio; miglior documentario)
- Juried Short Films – Miglior cortometraggio
- Juried Student Shorts – Miglior cortometraggio realizzato nelle scuole di cinema

## Filmmaker on the Edge
I registi che hanno vinto il premio Filmmaker on the Edge sono:
- 1999: John Waters
- 2000: Christine Vachon
- 2001: Ted Hope & James Schamus
- 2002: Gus Van Sant
- 2003: Todd Haynes
- 2004: Jim Jarmusch
- 2005: Mary Harron
- 2006: Gregg Araki
- 2007: Todd Solondz
- 2008: Quentin Tarantino
- 2009: Guy Maddin
- 2010: Kevin Smith
- 2011: Darren Aronofsky
- 2012: Roger Corman
- 2013: Harmony Korine
- 2014: David Cronenberg
- 2015: Bobcat Goldthwait
- 2016: Ang Lee
- 2017: Sofia Coppola
- 2018: Sean Baker

## Excellence in Acting
Gli attori che dal 2002 hanno vinto il premio Excellence in Acting sono:
- 2002: Marcia Gay Harden
- 2006: Lili Taylor
- 2007: Alan Cumming
- 2008: Gael García Bernal
- 2009: Alessandro Nivola
- 2010: Tilda Swinton
- 2011: Vera Farmiga
- 2012: Parker Posey
- 2013: Matt Dillon
- 2014: Patricia Clarkson
- 2016: Cynthia Nixon
- 2017: Chloë Sevigny
- 2018: Molly Shannon